# Hydromorphus
Hydromorphus – rodzaj węży z podrodziny Dipsadinae w rodzinie połozowatych (Colubridae).

## Zasięg występowania
Rodzaj obejmuje gatunki występujące w Gwatemali, Hondurasie, Nikaragui, Kostaryce, Panamie i Kolumbii. 

## Systematyka

### Etymologia
Hydromorphus: rodzaj Hydrops Wagler, 1830; gr. μορφη morphē „forma, wygląd”.

### Podział systematyczny
Do rodzaju należą następujące gatunki:
- Hydromorphus concolor W. Peters, 1859
- Hydromorphus dunni Slevin, 1942